# Cohors II Augusta Cyrenaica
Die Cohors II Augusta Cyrenaica [equitata] (lateinisch für „2. augusteische Kohorte aus der Cyrenaica [teilberitten]“) war eine römische Auxiliareinheit. Sie ist durch Militärdiplome und Inschriften belegt.

## Namensbestandteile
- Augusta: die Augusteische. Die Ehrenbezeichnung bezieht sich auf Augustus; die Einheit wurde entweder während der Regierungszeit von Augustus aufgestellt oder der Titel wurde später honoris causa verliehen.[1]

- Cyrenaica: aus der Cyrenaica. Die Soldaten der Kohorte wurden bei Aufstellung der Einheit auf dem Gebiet der Cyrenaica innerhalb der römischen Provinz Creta et Cyrene rekrutiert.

- equitata: teilberitten. Die Einheit war ein gemischter Verband aus Infanterie und Kavallerie. Der Zusatz kommt in der Inschrift (CIL 13, 6407) vor.

Da es keine Hinweise auf den Namenszusatz milliaria (1000 Mann) gibt, war die Einheit eine Cohors (quingenaria) equitata. Die Sollstärke der Kohorte lag bei 600 Mann (480 Mann Infanterie und 120 Reiter), bestehend aus 6 Centurien Infanterie mit jeweils 80 Mann sowie 4 Turmae Kavallerie mit jeweils 30 Reitern.

## Geschichte
Die Kohorte war in der Provinz Germania stationiert. Sie ist auf Militärdiplomen für die Jahre 74 bis 134 n. Chr. aufgeführt.
Der erste Nachweis der Einheit in der Provinz Germania beruht auf einem Diplom, das auf 74 datiert ist. In dem Diplom wird die Kohorte als Teil der Truppen (siehe Römische Streitkräfte in Germania) aufgeführt, die in der Provinz stationiert waren. Weitere Diplome, die auf 90 bis 134 datiert sind, belegen die Einheit in Germania superior.

## Standorte
Standorte der Kohorte in Germania Superior waren möglicherweise:
- Butzbach
- Heidelberg: die Inschrift des Aurelius Restitutus wurde in Heidelberg gefunden.
- Nida (Frankfurt-Heddernheim): die Inschrift des Atilius Tertius wurde in Heddernheim gefunden.

Ziegel mit dem Stempel COH II CYR wurden in Heidelberg gefunden (CIL 13, 12431), solche mit dem Stempel COH II AU CYR in Butzbach (CIL 13, 12432).

## Angehörige der Kohorte
Folgende  Angehörige der Kohorte sind bekannt:
- Atilius Tertius (CIL 13, 7342)
- Au[r]elius Restitutus, ein Decurio (CIL 13, 6407)